# Steen Brahe
För andra betydelser, se Steen Brahe (olika betydelser).
Steen Brahe (till Knutstorp), född den 21 december 1547, död den 11 april 1620, var en dansk adelsman, Tycho Brahes yngre bror.
Han föddes på gården Gladsax i Skåne som son till Otte Thygesen Brahe till Knutstorp (1518–1571) och Beate Clausdatter Bille (1526–1605).
Efter att ha gått i skolan i Århus och Ålborg där han lärt sig hovtjänst och fint manér, reste han utomlands och gjorde krigstjänst hos bland annat prins Vilhelm av Oranien för kurfursten av Sachsen. Han kallades hem vid faderns död 1571. 1573–75 var han anställd vid hovet som hovjunker. 1575 fick han sina första förläningar, nämligen Frosta härad i Skåne 1575–82, Vrangstrup på Sjælland 1577–78, Saltø sammested 1578–80, Kalundborg 1580–81, Ravnsborg på Lolland 1581–88 och sedan Helsingborg 1588–92. Hans sista förläning var Kalundborg som han hade till sin död, 1592–1620.
I maj 1578 utnämndes han till riksråd vilket han var fram till sin död. Han deltog 1603 och 1619 i gränsmötena vid Flaksjöbäck och Ulfsbäck
Steen Brahes samling av gods och förläningar blev stor. Efter faderns död ärvde han halva Knutstorp och den andra köpte han av sin bror Tycho 1594. Han var gift tre gånger och fick nio barn. Bland sönerna kan nämnas Otte Steensen Brahe till Næsbyholm (–1651) och Jørgen Steensen Brahe til Hvedholm (–1661) samt Thyge Steensen Brahe.
Herrevads kloster var en väldig klosteranläggning som tidigare tillhört cistercienserorden, men som dragits in till danska kronan i samband med reformationen. Herrevads kloster blev Brahes huvudsäte. 1572 lät Brahe anställa en skara italienska glasblåsare och etablerade ett glasbruk vid det forna klostret – några år senare tog han dit tyska pappersmakare och grundade ett av de första pappersbruken i Skandinavien.
Han dog 1620 på Kalundborg Slot och ligger begraven på familjegraven i Kågeröds kyrka vid Knutstorps gods i Skåne.